# Nullana sabora
Nullana sabora är en insektsart som beskrevs av Delong 1976. Nullana sabora ingår i släktet Nullana och familjen dvärgstritar. Inga underarter finns listade i Catalogue of Life.